# Retribution (film 1913)
Retribution è un cortometraggio muto del 1913 diretto da Kenean Buel. Tra gli interpreti, Anna Q. Nilsson e Guy Coombs: i due attori erano marito e moglie.

## Produzione
Il film fu prodotto dalla Kalem Company.

## Distribuzione
Distribuito dalla General Film Company, il film - un cortometraggio in una bobina - uscì nelle sale cinematografiche USA il 15 settembre 1913.